# René Keller (Diplomat)
René Keller (* 19. Mai 1914 in Paris; † 19. Mai 1997 in Genf, reformiert, heimatberechtigt in Marthalen und Cologny) war ein Schweizer Diplomat.

## Leben
René Keller kam am 19. Mai 1914 in Paris als Sohn des Bankiers Jacques Keller und der Marie geborene Geiser zur Welt. Keller nahm ein Studium der Rechtswissenschaften an den Universitäten Genf und Cambridge auf, das er in Genf mit dem Erwerb des akademischen Grades eines Dr. iur. beendete. Im unmittelbaren Anschluss absolvierte er 1938 ein Praktikum bei der Dresdner Bank in Berlin.
In der Folge war René Keller für das Eidgenössische Politische Department (EPD) ab 1941 in Prag, Den Haag, von 1954 bis 1957 als Leiter des Presse- und Informationsdienstes in Bern sowie von 1957 bis 1959 in Paris tätig. Danach war Keller als Botschafter von 1960 bis 1962 in Accra, bei gleichzeitiger Akkreditierung in Ghana, Guinea, Liberia, Togo und Mali, anschliessend bis 1965 in Ankara, 1967 in Genf, mit den Funktionen eines Beobachters beim Europäischen Büro der Vereinten Nationen sowie ständigen Vertreters bei den UN-Spezialorganisationen, von 1968 bis 1970 in London, von 1971 bis 1975 in Bern, betraut mit der Leitung der Direktion für internationale Organisationen und schliesslich von 1976 bis 1979 in Wien eingesetzt.
René Keller war mit Marion geborene Werder verheiratet. Er verstarb am 19. Mai 1997 an seinem 83. Geburtstag in Genf.

## Archiv
- Informationen zu René Keller sind in Dokumenten im Eidgenössischen Departement für auswärtige Angelegenheiten (EDA) einsehbar.